# Sterling megye
Sterling megye az Amerikai Egyesült Államokban, azon belül Texas államban található. Megyeszékhelye és legnagyobb városa Sterling City. Lakosainak száma 1372 fő (2020. április 1.). Sterling megye Reagan, Mitchell, Coke, Tom Green, Howard és Glasscock megyékkel határos.

## Népesség
A megye népességének változása:
| Lakosok száma | 1137 | 1166 | 1183 | 1219 | 1352 | 1372 |
|               | 2010 | 2011 | 2012 | 2013 | 2015 | 2020 |